# استان لوبلین
استان لوبلین (به لهستانی: Województwo lubelskie) یکی از استان‌های ۱۶ گانه لهستان در شرق آن واقع شده است و مرکز آن شهر لوبلین می‌باشد

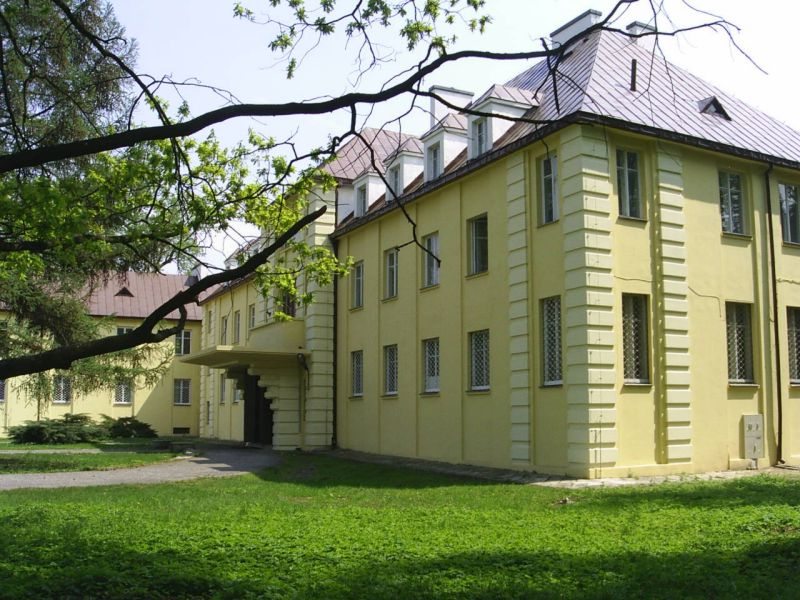

- لوبلین
- خه‌اوم
- Biała Podlaska
- Zamość